# Lactucinae
Lactucinae je podtribus glavočika, dio tribusa Cichorieae. Postoji 12 rodova.

## Rodovi
1. 1. Prenanthes L. (1 sp.)
  2. Prenanthes s. l. (3 spp.)
  3. Astartoseris N. Kilian, Hand, Hadjik., Christodoulou & Bou Dagh. (1 sp.)
  4. Faberia Hemsl. ex Forbes & Hemsl. (10 spp.)
  5. Mojiangia Ze H. Wang, N. Kilian & H. Peng (1 sp.)
  6. Cicerbita Wallr. (11 spp.)
  7. Cicerbita p. p. (3 spp.)
  8. Cicerbita p. p. (5 spp.)
  9. Mycelis Cass. (1 sp.)
  10. Kovalevskiella Kamelin (4 spp.)
  11. Notoseris C. Shih (6 spp.)
  12. Lihengia Y. S. Chen & R. Ke (2 spp.)
  13. Paraprenanthes C. C. Chang (14 spp.)
  14. Lactuca L. (132 spp.)
  15. Lactuca p. p. (1 sp.)
  16. Melanoseris DC. (34 spp.)